# Vasilij Petrovič Petrov
Svatý Vasilij Petrovič Petrov (1882, Ilovka – 15. ledna 1942, Siblag) byl ruský věřící Ruské pravoslavné církve a mučedník.

## Život
Narodil se roku 1882 ve vesnici Ilovka Novgorodské gubernie.
Věnoval se zemědělské činnosti a malému obchodu s potravinami.
Roku 1931 mu bylo jako bývalému obchodníkovi sebráno volební právo a také mu byl zabaven majetek.
Po dekulakizaci (zabrání majetku rolníkům, věznění rolníků aj.) odešel roku 1931 do Leningradu. Zde podal stížnost na postup úřadů a roku 1935 mu byly navrácena občanská práva. Poté odešel do vesnice Děděněvo v Moskevské oblasti. Zde začal pracovat jako hlídač továrny Imeni 12. akťabra.
Často navštěvoval chrám svatého Mikuláše ve vesnici Baťuškovo. Zde působil také biskup Iona (Lazarev). Ten mu pomohl zkontaktovat se se svými vězněnými bratry.
Roku 1937 byl biskup Iona zatčen a 31. října zastřelen. V tomto období začal být vyslýchán také Vasilij. Dne 13. listopadu 1937 byl zatčen a vězněn v Taganské věznici. Dne 21. listopadu jej Trojka NKVD obvinila z kontrarevoluční činnosti a odsoudila jej na 10 let v pracovním táboře. Byl poslán do tábora Bamlag a poté do Siblagu.
Zemřel 15. ledna 1942 v pracovním táboře.

## Kanonizace
Dne 6. října 2006 ho Ruská pravoslavná církev svatořečila jako mučedníka a byl zařazen mezi Sbor všech novomučedníků a vyznavačů ruských.
Jeho svátek je připomínán 15. ledna (2. ledna – juliánský kalendář).